# 博杜拉克鎮區 (北達科他州福斯特縣)
博杜拉克鎮區（英語：Bordulac Township）是位於美國北達科他州福斯特縣的一個鎮區。

## 地方資料
博杜拉克鎮區的面積為92.99平方千米，當中陸地面積為88.13平方千米，而水域面積為4.86平方千米。根據2020年美國人口普查的數據，當地共有人口58人，而人口密度為每平方千米0.62人。